# St. Nikolaus (Leutra)

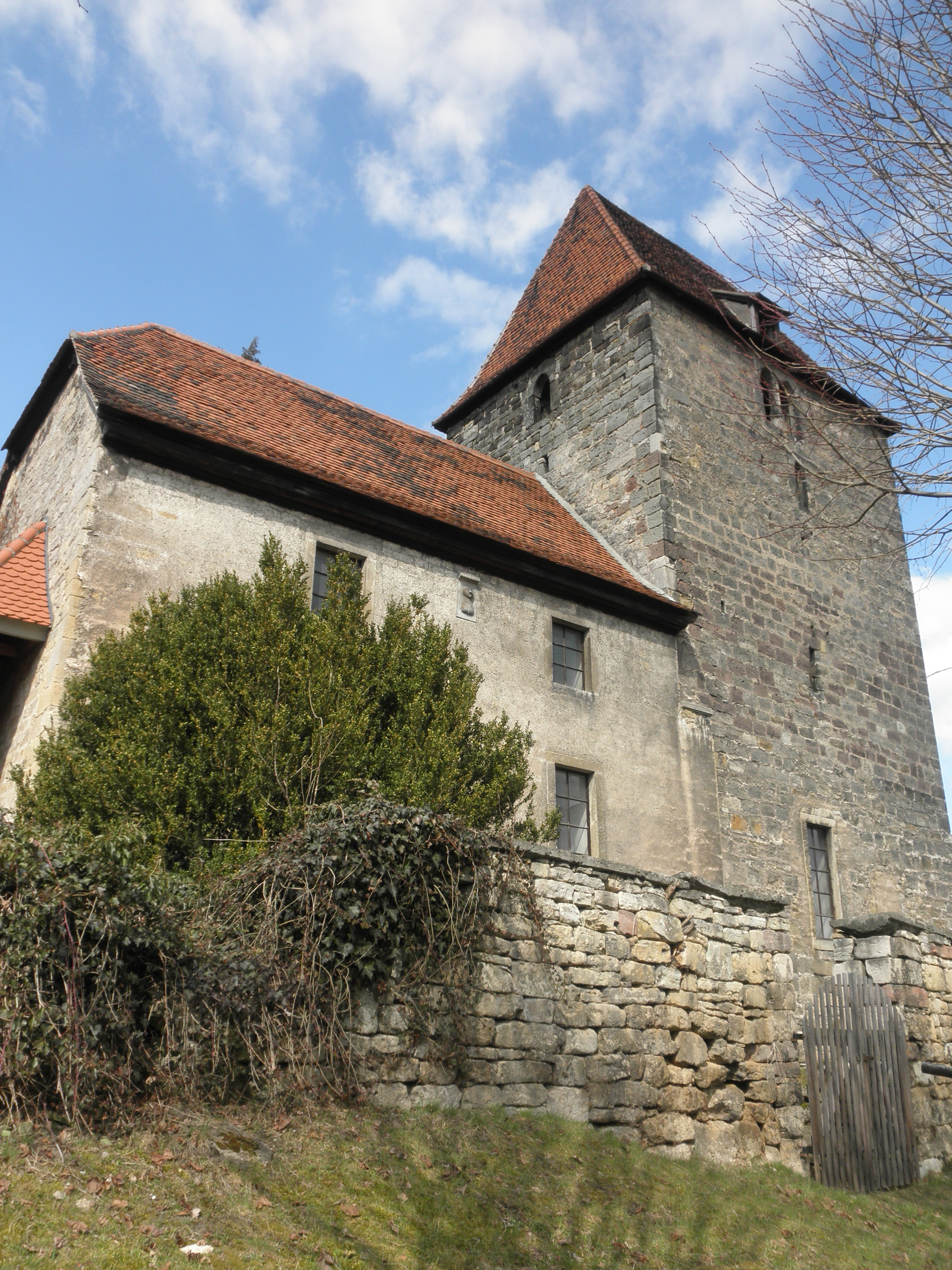
Die Kirche

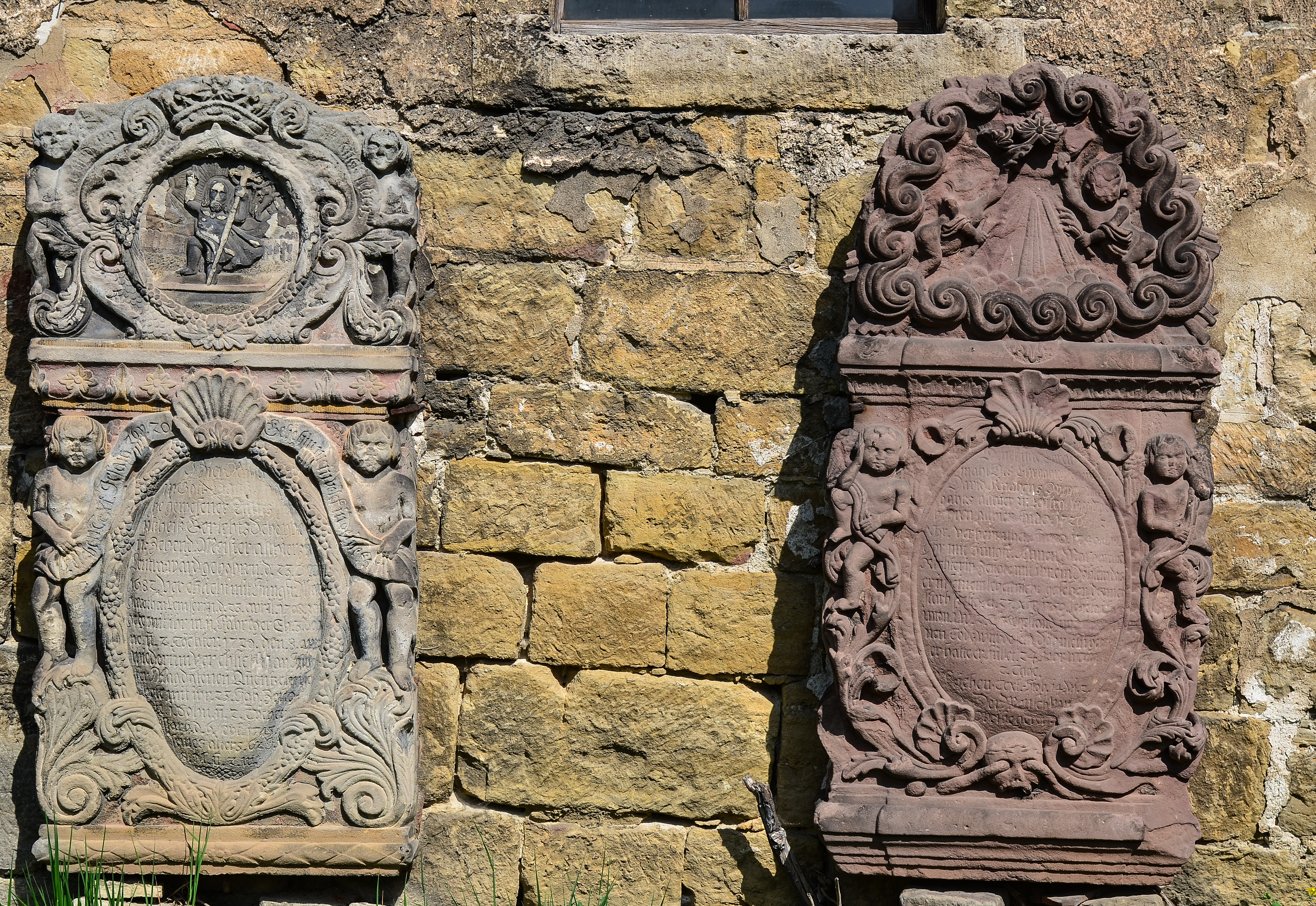
Grabsteine an der Kirche

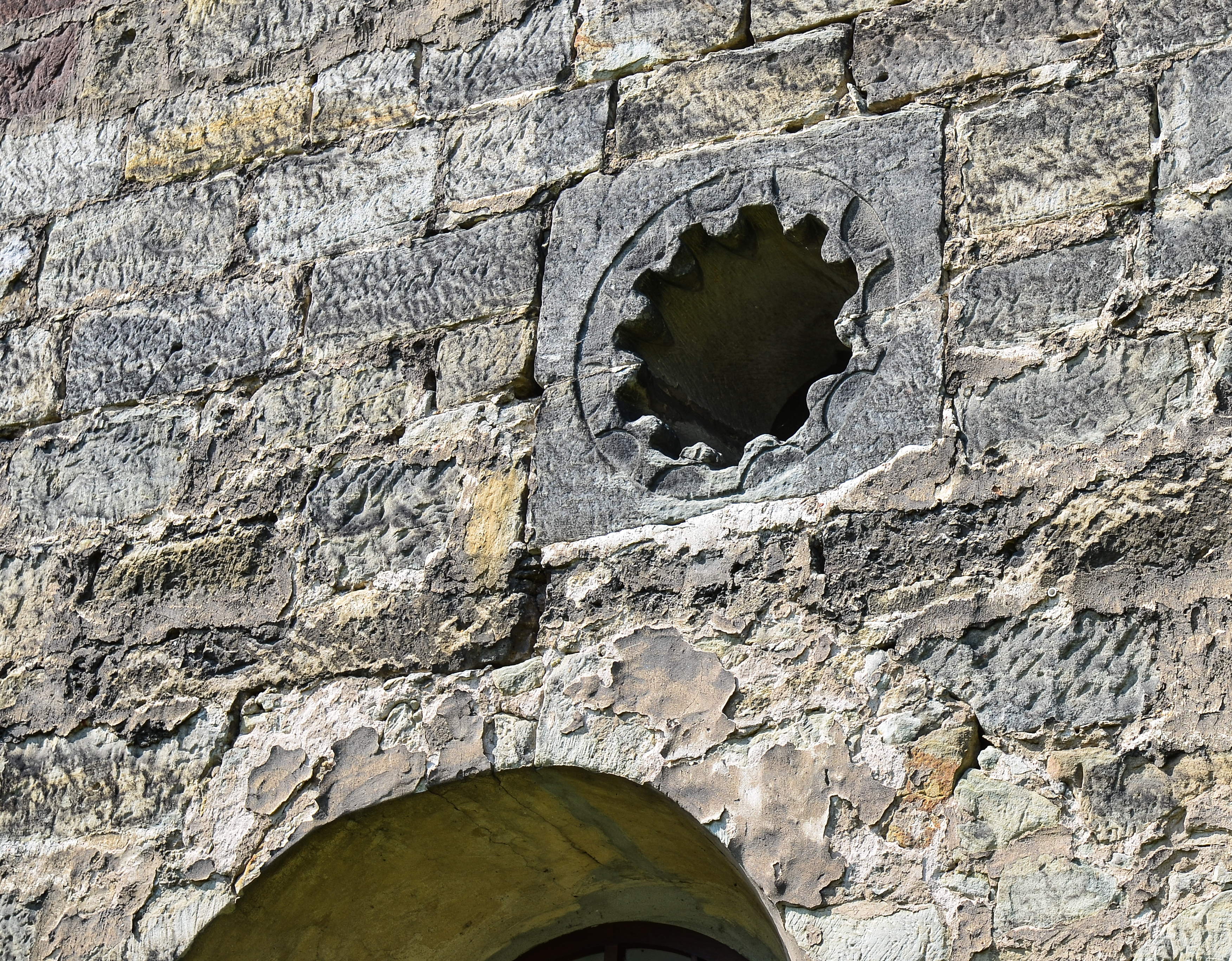
Elfpassfenster Rose von Leutra

Die Kirche St. Nikolaus ist das evangelische Gotteshaus in Leutra, einem Teil des Ortsteils Maua der Stadt Jena in Thüringen. 

## Geschichte
Die ummauerte Wehrkirche soll wie der Chor aus dem 12. Jahrhundert stammen. Der Turm mit Quadermauerwerk und einfachen Schlitzscharten als Fenster wurde in der zweiten Hälfte des 13. Jahrhunderts zu einem vierstöckigen Wehrturm. Mauerreste zeugen von einstmals vier halbrunden Ecktürmen. Das Langhaus ist einschiffig.

## Kirchenschiff
Man betritt das Kirchenschiff von Süden durch eine schmale niedrige wehrhafte Rundbogentür. Dort sind Armbrust, Schwert und eine Kugel im Gemäuer eingemeißelt. Die Wände der Kirche haben je zwei Fenster. 1716–1791 wurden zweigeschossige Emporen dreiseitig und ein Kanzelaltar eingebaut. Eine Holzdecke für das Langhaus und Chor wurden eingezogen.